# Prunus novoleontis
Prunus novoleontis är en rosväxtart som beskrevs av Paul Carpenter Standley. Prunus novoleontis ingår i släktet prunusar, och familjen rosväxter. Inga underarter finns listade i Catalogue of Life.